# میکائیل مانوئلیان
میکائیل گئورگی مانوئلیان (ارمنی: Միքայել Գևորգի Մանվելյան؛ انگلیسی: Mikayel Manvelyan؛ زادهٔ ۲۶ فوریهٔ ۱۸۷۷ - درگذشته ۷ اکتبر ۱۹۴۴) نثرنویس، بازیگر و فیلم‌نامه‌نویس اهل ارمنستان بود.

## زندگی‌نامه
وی در ۲۶ فوریهٔ ۱۸۷۷ در آگولیس پایین به دنیا آمد و . وی همچنین برنده جوایزی همچون هنرمند مردمی ارمنستان شوروی (۱۹۳۵) و نشان پرچم سرخ کار شد. وی در ۷ اکتبر ۱۹۴۴ در سن ۶۷ سالگی در ایروان درگذشت.

## گزیده فیلم‌شناسی
از فیلم‌ها یا برنامه‌های تلویزیونی که وی در آن نقش داشته‌است می‌توان به نازار شجاع، زاره اشاره کرد.    